# Superred
Una superred o supernet es una red IP que está formada por la combinación de dos o más redes o subredes con un prefijo CIDR común. El prefijo de enrutado de la superred comprende los prefijos de las redes que la constituye. No debe contener prefijos de otras redes que no estén en el mismo camino de enrutado. El proceso de formar una superred es denominado supernetting o agregación de rutas.
Supernetting en Internet sirve como estrategia preventiva para evitar fragmentación topológica del espacio de direccionamiento IP, utilizando un sistema de asignación jerárquico, que delega el control de segmentos del espacio de direcciones a los proveedores regionales del servicio de red. Este método facilita la agregación de las rutas por regiones.

## Introducción
En terminología de redes de Internet, una superred o supernet es un bloque de subredes contiguas direccionadas como una única subred en una red mayor. Las superredes siempre tienen una máscara de subred que es más pequeña que las redes que la componen.
La motivación de esta técnica es dar solución a ciertos problemas críticos en la época:
- La ineficiencia de la asignación de rangos IP y el agotamiento del espacio de direccionamiento de clase B. Causado principalmente por la falta de una clase de red de tamaño medio que fuese apropiada para organizaciones demasiado grandes para una red de clase C y muy pequeñas para una red de clase B.
- El tamaño de las tablas de enrutado, que ha ido creciendo rápidamente durante la expansión de Internet. El supernetting  ahorra espacio de almacenamiento en la tabla de enrutado y simplifica las decisiones de enrutado. Además se ven reducidas las rutas difundidas a routers vecinos.

El supernetting en redes complejas puede ocultar cambios de topología a otros routers. Esto puede mejorar la estabilidad de la red limitando la propagación de tráfico de enrutado después de la caída de un enlace de red. Por ejemplo, si un router solo difunde una red agregada al siguiente router, entonces no difunde los cambios en subredes concretas dentro de ese rango. Esto puede reducir significativamente las actualizaciones de enrutado que siguen a un cambio en la topología. Por lo tanto, aumenta la velocidad de convergencia y proporciona un entorno más estable.

## Requisitos
Supernetting requiere protocolos de enrutado que soporten CIDR. IGRP, EGP y la versión 1 de RIP están basadas en direccionamiento de clase y por tanto no pueden transmitir información de máscaras de subred.
EIGRP es un protocolo de enrutamiento sin clases con soporte de CIDR. Por defecto, EIGRP agrupa las rutas en la tabla de enrutado y reenvía estas a sus peers. Esto puede tener un impacto negativo en entornos de enrutamiento heterogéneos con subredes no contiguas.
La familia de protocolos sin clase son RIP v2, OSPF, EIGRP, IS-IS y BGP.

## Ejemplo
La determinación de la ruta agregada en un router implica el reconocimiento del mayor número de bits coincidentes en todas las direcciones de red. La ruta agregada se calcula siguiendo el procedimiento explicado a continuación. 
Un router tiene la siguiente tabla de enrutado
```
  192.168.42.0
  192.168.43.0
  192.168.44.0
  192.168.45.0
  192.168.46.0
  192.168.49.0
```

Si se escriben las direcciones de la siguiente forma:
| Dirección    | Primer octeto | Segundo octeto | Tercer octeto | Cuarto octeto |
| ------------ | ------------- | -------------- | ------------- | ------------- |
| 192.168.42.0 | 11000000      | 10101000       | 00101010      | 00000000      |
| 192.168.43.0 | 11000000      | 10101000       | 00101011      | 00000000      |
| 192.168.44.0 | 11000000      | 10101000       | 00101100      | 00000000      |
| 192.168.45.0 | 11000000      | 10101000       | 00101101      | 00000000      |
| 192.168.46.0 | 11000000      | 10101000       | 00101110      | 00000000      |
| 192.168.49.0 | 11000000      | 10101000       | 00110001      | 00000000      |

Se localizan de manera sencilla los bits comunes a todas la direcciones. El número de bits comunes determinará la máscara red (que será una dirección con 1 en los bits comunes y 0 en los que no) y la ruta agregada debe ser la parte común de la dirección (192.168.32.0) seguida del número de bits comunes (/19).
La red agregada para este ejemplo es 192.168.32.0/19 y la máscara de subred es 255.255.224.0